# Resolution 223 des UN-Sicherheitsrates
Die Resolution 223 des UN-Sicherheitsrates vom 21. Juni 1966 empfiehlt der UN-Generalversammlung, dem Antrag des südamerikanischen Staates Guyana auf Mitgliedschaft in den Vereinten Nationen zuzustimmen. Ein Vertreter Venezuelas war anwesend, aber nicht stimmberechtigt. Die Resolution wurde auf der 1287. Sitzung des Sicherheitsrates verabschiedet.

## Inhalt
Die Resolution lautet wie folgt (nichtoffizielle Übersetzung):
Der Sicherheitsrat

empfiehlt der Generalversammlung, nach Prüfung des Antrags der Republik Guyana auf Aufnahme in die Vereinten Nationen, Guyana die Mitgliedschaft in den Vereinten Nationen zu genehmigen.